# Bruno Reuteler
Bruno Reuteler (Saanen, 2 aprile 1971) è un ex saltatore con gli sci svizzero.

## Biografia
In Coppa del Mondo esordì il 17 gennaio 1992 a Sankt Moritz (54°) e ottenne il primo podio il 16 marzo 1997 a Oslo (3°) e la prima vittoria l'8 dicembre 1984 a Thunder Bay. Si aggiudicò la coppa di cristallo nel 1991.
In carriera prese parte a un'edizione dei Giochi olimpici invernali, Nagano 1998 (18° nel trampolino normale, 19° nel trampolino lungo, 6° nella gara a squadre), a quattro dei Campionati mondiali (5° nella gara a squadre a Thunder Bay 1995 il miglior risultato) e a quattro dei Mondiali di volo (17° a Oberstdorf 1998 il miglior risultato).

## Palmarès

### Coppa del Mondo
- Miglior piazzamento in classifica generale: 20º nel 1998
- 2 podi (entrambi individuali):
  - 1 secondo posto
  - 1 terzo posto

#### Nordic Tournament
- 2 podi di tappa[1]:
  - 1 secondo posto
  - 1 terzo posto